# Pterophorus ischnodactyla
Pterophorus ischnodactyla is een vlinder uit de familie vedermotten (Pterophoridae). De wetenschappelijke naam is voor het eerst geldig gepubliceerd in 1835 door Georg Friedrich Treitschke.
De soort komt voor in Europa.